# Dafne Schippers
Dafne Schippers (pronunciació neerlandès: [ˈdɑfnə ˈsxɪpərs], Utrecht, 15 de juny de 1992) és una atleta neerlandesa, competint en heptatló i en curses de velocitat. És la campiona mundial 2015 el 200 metres llisos i mantè el rècord europeu de 21,63 segons a aquesta distància.
Dafne Schippers va néixer el 15 de juny de 1992 en la ciutat d'Utrecht, Països Baixos. Als 9 anys va començar a practicar atletisme.

## Carrera esportiva
Schippers ha guanyat medalles d'or en l'heptatló al Campionat Mundial d'Atletisme Junior de 2010 i el Campionat d'Atletisme europeu Junior de 2011. Dos anys més tard, va guanyar l'or en els 100 metres llisos i bronze en el salt de llargada als Campionats d'Atletisme europeu sub-23 de 2013.
Al Campionat del Món d'atletisme de 2011 de Daegu, Corea del Sud, va trencar el rècord nacional neerlandès en les sèries de 200 metres abans d'acabar novena en les semifinals, perdent la final per 0,04 segons. És co-titular del rècord en els 4×100 metres relleus.
Al Campionat del Món d'atletisme de 2013 de Moscou, Schippers va guanyar la medalla de bronze en l'heptatló. Va convertir-se en la primera atleta femenina neerlandesa en guanyar una medalla als Campionats Mundials.
Va millorar el rècord de 200 metres durant la 2014 edició de l'heptatló al Hypo-Coneixent de Götzis, amb un temps de 22,35 segons.
Schippers va guanyar medalles d'or al Campionat d'Europa d'atletisme de 2014 en els 100 m i els 200 m. El seu èxit als Campionats europeus d'Atletisme de 2014 van iniciar una discussió sobre les seves perspectives a llarg termini i si hauria d'enfocar-se en velocitat, o continuar la seva carrera en l'heptatló. El juny de 2015 Schippers va anunciar a través de Twitter que s'enfocava en la cursa de velocitat fins al Campionat del Món d'atletisme de 2015 de Pequín i els Jocs Olímpics d'Estiu de 2016 de Rio de Janeiro.
Als Campionats Mundials de Pequín Schippers va guanyar la Medalla d'argent en els 100 i or en els 200 metres. El seu temps guanyador dels 200 metres llisos, de 21,63 segons, fou un nou rècord europeu i va ser la tercera dona més ràpida de la història en aquesta distància.

## Millors marques personals
Exterior

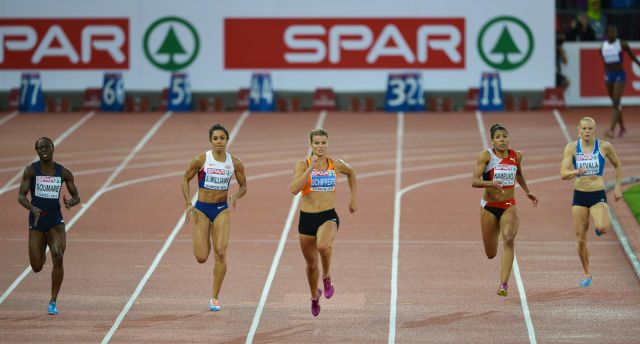
Schippers fent un rècord nacional en els 200 metres de Zürich el 2014

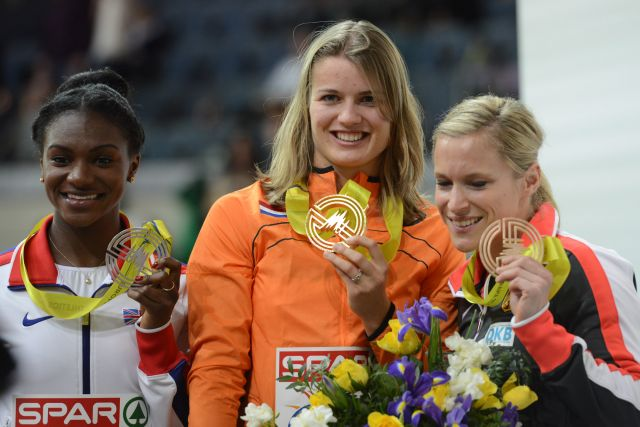
Schippers Després de guanyar els 60 metres de Praga el 2015

- 100 metres - 10,81 (-0,3) (Pequín 2015) NR
- 200 metres - 21,63 (+0,2) (Pequín 2015) NR, ER
- 800 metres - 2:08.59 (Götzis 2014)
- 100 metres tanques - 13,13 (-1,2) (Götzis 2014)
- Salt d'alçada - 1,80 m (Londres 2012)
- Salt de llargada - 6,78 m (+0,0) (Amsterdam 2014) NR
- Llançament de pes - 14.66 m (Götzis 2015)
- Llançament de javelina - 42,82 m (Lisse 2014)
- Heptatló - 6545 pts (Götzis 2014) NR
- 4×100 metres relleus - 42,40 (Lausana 2014) NR

Interior
- 60 metres - 7,05 (Praga 2015)
- 60 metres tanques - 8,18 (Apeldoorn 2012)
- Salt d'alçada - 1,74 m (Dortmund 2009)
- Llançament de pes - 13,91 m (Apeldoorn 2012)
- Salt de llargada - 6,48 m (Apeldoorn 2015)